# Heinrich Rudolf Schinz
Heinrich Rudolf Schinz (Zúric, 30 de març de 1777 - 8 de març de 1861) va ser un metge i zoòleg suís.
Va estudiar medicina a Würzburg i a Jena. Va retornar a Zúric el 1798 a practicar la seva professió. El 1804 va ser nomenat professor de l'Institut Mèdic i el 1833 va ser designat com a Professor Associat d'Història Natural a la recentment creada Universitat de Zuric.
Schinz va ser a més membre de la Societat de Ciències Naturals de Zúric, on va exercir com a secretari, membre de la junta i curador de la col·lecció zoològica. En passar la col·lecció al Cantó de Zuric el 1837, va continuar sent el seu curador.

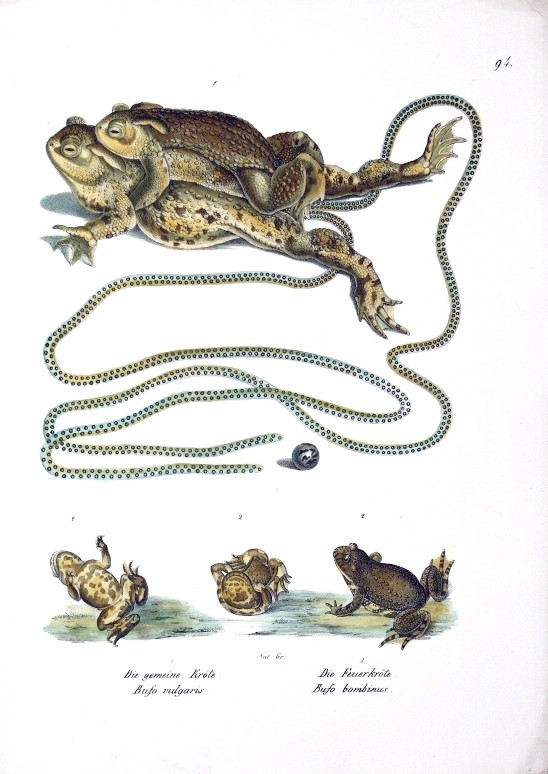
Bufo. Il·lustració en el llibre "Naturgeschichte und Abbildungen Der Reptilia"

Es va especialitzar en l'estudi dels vertebrats, especialment dels mamífers i de les aus. Va ser autor de diverses obres importants entre el 1824 i el 1852, que inclouen Das Thierreich (1821-4), Naturgeschichte und Abbildungen der Reptilia (1833-4) i  Europäsche Fauna (1840). Karl Joseph Brodtmann va litografiar les làmines dels seus dibuixos. Va col·laborar amb l'obra de Georges Cuvier, El regne animal, dirigida a un ampli públic i publicada en diversos lliuraments.